# Melanoides nodicincta
Melanoides nodicincta е вид коремоного от семейство Thiaridae.

## Разпространение
Видът е разпространен в Малави и Мозамбик.